# USA Network
USA Network is een Amerikaans televisienetwerk, ontstaan in 1977. De zender biedt televisieseries, films en sportevenementen zoals golftoernooien, de US Open (tennis) en worstelen.
USA Network produceert ook zelf televisieseries. Huidige series die uitgezonden worden zijn Monk, The Dead Zone, Law & Order: Criminal Intent, Psych en The 4400.

## Series
- Airwolf (1984-1986)
- Burn Notice (2007-heden)
- Counterstrike (1990-1993)
- Covert Affairs (2010-heden)
- Duckman (1994-1997)
- In Plain Sight (2008- heden)
- La Femme Nikita (1997-2001)
- Law & Order: Criminal Intent (2001-heden)
- Monk (2002-2009)
- Mr. Robot (2015-heden)
- Pacific Blue (1996-2000)
- Psych (2006-heden)
- The Ray Bradbury Theater (1988-1992)
- Silk Stalkings (1991-1999)
- The 4400 (2004-heden)
- The Dead Zone (2002-heden)
- Weird Science (1994-1998)
- White Collar (2009-heden)
- Suits (2011-2014)
- The Sinner (2017-2018)